# Ténascine C
La ténascine C est une protéine, de type ténascine, constituant l'un des composants de la matrice extracellulaire. Son gène est TNC situé sur le chromosome 9 humain.

## Structure
Il en existe plusieurs formes, dues à un épissage alternatif et se présente sous forme d'un hexamère. 

## Rôles
Elle est exprimée dans tous les tissus de l'embryon, à un degré bien moindre dans les tissus de la personne adulte, sauf en cas de cicatrisation, d'inflammation ou de cancer.
Elle joue un rôle dans la prolifération et la migration cellulaire, induisant la sécrétion de cytokines pro-inflammatoires. 
Les métalloprotéinases matricielles augmente l'activité de la ténascine C. Elle interagit avec l'intégrine alpha-v beta-3, ce dernier se fixant sur récepteur de l'EGF, favorisant la multiplication des cellules.
Elle a une activité pro-apoptose.

## En médecine
Son taux circulant augmente en cas d'insuffisance cardiaque et pourrait constituer un index pronostique en cas de cardiomyopathie hypertrophique. Son action cardiaque est cependant mal élucidé et ne semble pas qu'être délétère puisqu'elle protégerait de la formation d'une fibrose.